# Sophie Shihab
Pour les articles homonymes, voir Shihab.
Sophie Shihab (née en 1944 à Paris) est une journaliste française.
Issue d'une famille d'immigrés russes, elle a étudié l'arabe et s'est spécialisée dans la zone allant du Moyen-Orient à la Russie. Elle a été grand reporter au quotidien le Monde, où elle a notamment été correspondante à Moscou entre 1994 et 1998. Elle y a couvert à ce titre la première guerre de Tchétchénie et le début de la seconde, se distinguant par ses récits des exactions commises contre les populations civiles. Elle a été une des rares journalistes françaises à continuer à se rendre régulièrement en Tchétchénie après 1999, malgré le bouclage du territoire.
Elle a ensuite couvert la guerre d'Irak en 2003 et 2004, puis a travaillé principalement sur la Turquie à partir de 2005.